# Sparasion parcepunctatum
Sparasion parcepunctatum är en stekelart som beskrevs av Jean-Jacques Kieffer 1916. Sparasion parcepunctatum ingår i släktet Sparasion och familjen Scelionidae. Inga underarter finns listade i Catalogue of Life.